# 1769
1769 (MDCCLXIX) var ett normalår som började en söndag i den gregorianska kalendern och ett normalår som började en torsdag i den julianska kalendern.

## Händelser

### Januari
- 19 maj – Sedan Clemens XIII har avlidit den 2 februari väljs Giovanni Vincenzo Antonio Ganganelli till påve och tar namnet Clemens XIV.

### Maj
- Maj – Den svenska riksdagen samlas i Norrköping varvid Mösspartiet störtas och riksdagen överflyttas till Stockholm.

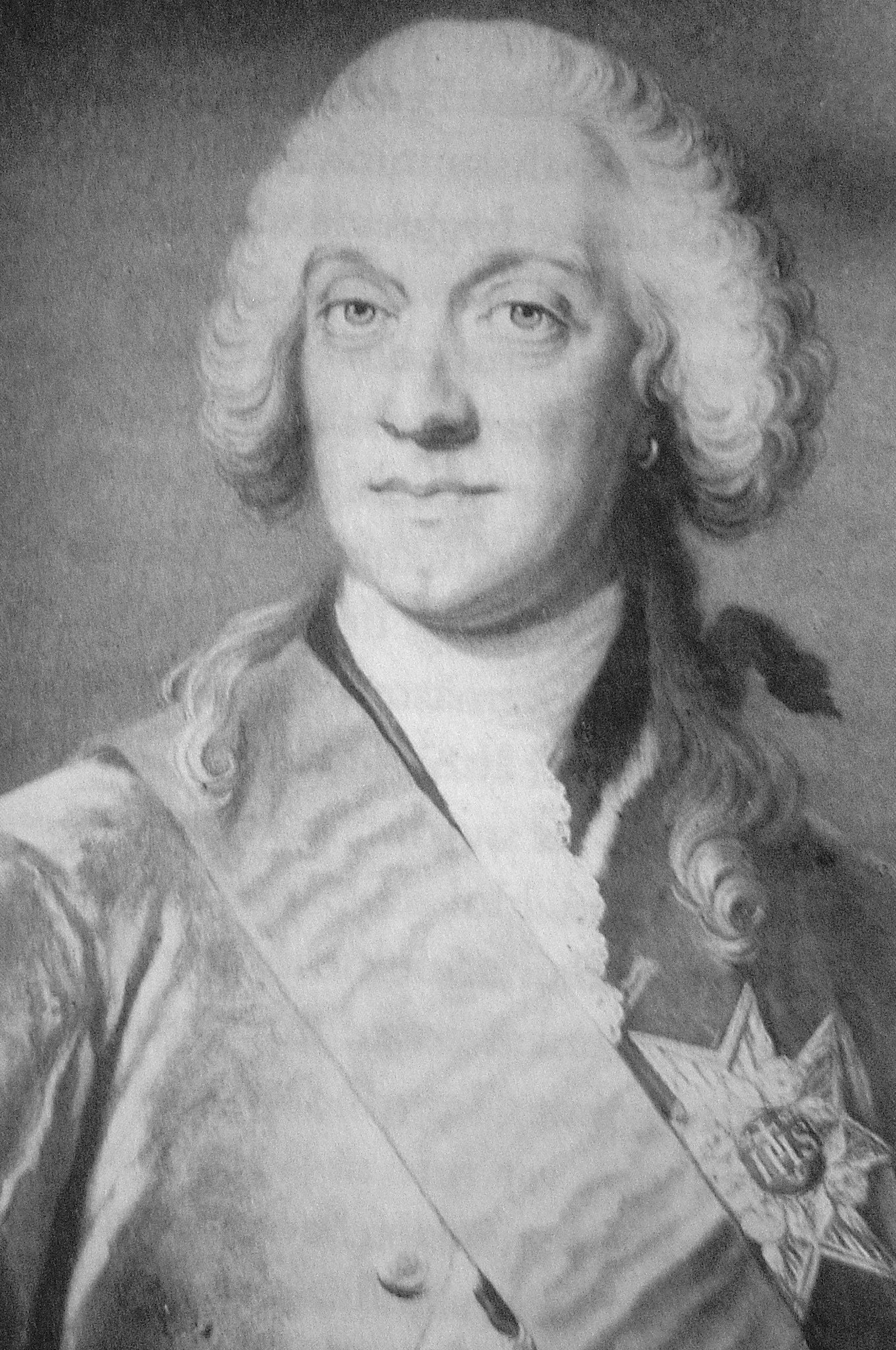
Claes Ekeblad d.y.

- 30 maj – Claes Ekeblad blir åter svensk kanslipresident.

### Juli
- 10 juli – Falköping drabbas av en stadsbrand.[1]

### Oktober
- Oktober – Preussen, Ryssland och Danmark ingår ett förbund om att i nödfall med våld upprätthålla det svenska riksdagsväldet.

### Okänt datum
- Sven Lagerbring, den kritiska historieskrivningens grundare i Sverige, börjar ge ut Swea rikes historia i fem delar.
- Jacob Wallenberg reser med en ostindiefarare till Kina. Sina upplevelser ger han 1781 ut i reseskildringen Min son på galejan.

## Födda

### Första kvartalet

#### Januari
- 1 januari – Marie Lachappelle, fransk barnmorska. (död 1821)
- 7 januari – William H. Wells, amerikansk politiker, senator 1799–1804 och 1813–1817. (död 1829)
- 10 januari – Michel Ney, fransk militär. (död 1815)
- 17 januari – Peter Wittgenstein, rysk militär. (död 1843)
- 21 januari – Ignacio Allende, mexikansk militär. (död 1811)
- 31 januari – André-Jacques Garnerin, fransk ingenjör. (död 1823)

#### Februari
- 9 februari – George W. Campbell, amerikansk politiker, senator 1811–1814 och 1815–1818 samt USA:s finansminister 1814. (död 1848)
- 13 februari – Ivan Krylov, rysk fabeldiktare. (död 1844)
- 23 februari – Pauline av Anhalt-Bernburg, tysk regent och socialreformator. (död 1820)

#### Mars
- 1 mars – François Séverin Marceau, fransk militär. (död 1796)
- 2 mars – DeWitt Clinton, amerikansk politiker. (död 1828)
- 12 mars – Archibald Campbell, 1:e baronet, brittisk militär. (död 1843)
- 23 mars – William Smith, brittisk geolog. (död 1839)
- 28 mars – Schack von Staffeldt, dansk poet. (död 1826)
- 29 mars – Nicolas Jean-de-Dieu Soult, fransk militär. (död 1851)

### Andra kvartalet

#### April
- 13 april – Thomas Lawrence, brittisk målare. (död 1830)
- 25 april – Marc Isambard Brunel, fransk-brittisk ingenjör. (död 1849)

#### Maj
- 1 maj – Arthur Wellesley, hertig av Wellington, brittisk hertig, politiker och militär. (död 1852)

#### Juni
- 1 juni – Józef Elsner, polsk kompositör. (död 1854)

### Tredje kvartalet

#### Juli
- 28 juli – Hudson Lowe, brittisk militär. (död 1844)

#### Augusti
- 15 augusti – Napoleon Bonaparte, kejsare av Frankrike 1804–1814 och 1815.[2] (död 1821)

#### September
- 14 september – Alexander von Humboldt, tysk naturforskare. (död 1859)

### Fjärde kvartalet

#### Oktober
- 2 oktober – Joseph McIlvaine, amerikansk politiker, senator 1823–1826. (död 1826)
- 24 oktober – James Pleasants, amerikansk politiker, guvernör i Virginia 1822–1825. (död 1836)

#### November
- 3 november – Ernst Gottlieb von Bengel, tysk teolog. (död 1826)

#### December
- 21 december – Ernst Moritz Arndt, tysk poet. (död 1860)

## Avlidna

### Första kvartalet

#### Januari
- 16 januari – Johan Pasch, 62, svensk konstnär.
- 20 januari
  - Carl Adlerfelt, 49, svensk friherre, militär och ämbetsman.
  - Fredrik Kristian, 60, markgreve av Brandenburg-Bayreuth sedan 1763.
- 25 januari – Anders Schörling, 78, svensk präst och musikdirektör.

#### Februari
- 2 februari – Clemens XIII, född Carlo della Torre Rezzonico, 75, påve sedan 1758.
- 5 februari – Cajsa Warg, 65, svensk kokboksförfattare.
- 24 februari – Johan Mangelsen, 74, norsk militär och topograf.
- 25 februari – Henry Flitcroft, 71, engelsk arkitekt.

#### Mars
- 16 mars – Carl Fredrik Lillienberg, 54, svensk militär.
- 22 mars – Jean-Charles François, 51, fransk kopparstickare.

### Andra kvartalet

#### April
- 3 april – Gerhard Tersteegen, 71, tysk reformert mystiker och psalmdiktare.
- 13 april – Anna Canalis di Cumiana, 88, italiensk hovdam.
- 17 april
  - Karl Edvard von Hessenstein, utomäktenskaplig son till Fredrik I och Hedvig Taube.
  - Balzar Nettelbladt, 77, svensk affärsman och politiker.
- 24 april – Philipp Friedrich Hiller, 70, tysk teolog och psalmdiktare.

#### Maj
- 6 maj
  - David Nehrman Ehrenstråhle, 73, svensk jurist.
  - Johan Hastfer, 76, svensk friherre och militär.
- 14 maj – Iyoas I, kejsare av Etiopien sedan 1755.
- 21 maj – Gottfried Heinsius, 60, tysk astronom.
- 31 maj – Francesco Fontebasso, 61, italiensk konstnär.

#### Juni
- 17 juni – Gustaf Fredrik von Rosen, 80, svensk militär och politiker.

### Tredje kvartalet

#### Juli
- 18 juli – Christoph Jakob Trew, 74, tysk läkare och botaniker.
- 28 juli – Elisabeth Stierncrona, 55, svensk friherrinna och författare.

#### Augusti
- 17 augusti – Vasilij Trediakovskij, 65, rysk språkforskare och poet.
- 19 augusti – Gustaf Ernst von Bildstein, 66, svensk teolog.
- 26 augusti – Jacopo Facciolati, 87, italiensk lexikograf.
- 29 augusti
  - Johan Göransson, 57, svensk präst, runolog och arkeolog.
  - Edmond Hoyle, brittisk spelexpert.

#### September
- 18 september – Gustaf Adolf Lagerfelt, 76, svensk friherre och ämbetsman.
- 22 september – Antonio Genovesi, 56, italiensk filosof.
- 27 september – Giovanni Domenico Mansi, 77, italiensk teolog.
- 28 september
  - Abraham Achrenius, 63, finländsk präst och väckelseledare.
  - Christian Fritzsch, 74, tysk kopparstickare.

### Fjärde kvartalet

#### Oktober
- 18 oktober – Yohannes II, kejsare av Etiopien 1769.

#### November
- 18 november – Olof Håkansson, 74, svensk bonde och politiker.
- 26 november – Justin von Yhlen, 52, svensk militär och konstnär.
- 30 november – Diane Adélaïde de Mailly-Nesle, 55, fransk hovdam.

#### December
- 6 december – Jakob Albrekt von Lantingshausen, 70, svensk friherre, militär och politiker.
- 8 december – Niccolò De Martino, 68, italiensk matematiker.
- 13 december – Christian Fürchtegott Gellert, 54, tysk poet och filosof.
- 14 december – Nils Lagerlöf, 81, svensk präst och akademiker.
- 21 december – Claes Christoffer Ekeblad, 60, svensk greve och militär.
- 30 december – Faustina Pignatelli, 64, italiensk matematiker.

### Fotnoter
1. ↑  ”Värmlands brandhistoriska klubb”. Arkiverad från originalet den 12 oktober 2011. https://www.webcitation.org/62NB7kO36?url=http://www.brandhistoriska.org/olyckor_se.html. Läst 25 mars 2011.
2. ↑  ”Det hände i dag”. http://webnews.textalk.com/se/calendar.php?id=9747&type=month&ds=20100815&list=true.